# Jesús Ramírez (Basketballtrainer)
Jesús Ramírez Corbacho (* 9. Dezember 1979 in Granollers) ist ein spanischer Basketballtrainer.

## Trainerlaufbahn
Der in Granollers nahe Barcelona geborene Ramírez arbeitete als Trainer zunächst nebenberuflich in Manresa und Argentona in Katalonien. 2011 wechselte er als Assistenztrainer zum deutschen Bundesligisten Ratiopharm Ulm. Er arbeitete in Ulm unter Cheftrainer Thorsten Leibenath und wurde mit der Mannschaft 2012 sowie 2016 deutscher Vizemeister.
2017 verließ er Ulm, ging nach Spanien zurück und wurde Assistenztrainer beim Erstligisten Bilbao Basket. Nach dem Erstligaabstieg mit Bilbao wurde Ramírez im Sommer 2018 Trainer der U20-Mannschaft des ungarischen Erstligisten Alba Fehérvár. Im Dezember 2018 wurde er bei dem Verein zum Cheftrainer der Profimannschaft befördert. In der Saison 2018/19 erreichte Ramírez mit Alba Fehérvár im europäischen Vereinswettbewerb FIBA Europe Cup das Viertelfinale. Seine Amtszeit in Ungarn endete im Januar 2020, als er dem Israeli Arik Shivek weichen musste. Mitte Dezember 2020 wurde er im polnischen Stettin Cheftrainer bei Wilki Morskie Szczecin und blieb bis zum Saisonende 2020/21 im Amt.
Im Juli 2021 gab der deutsche Bundesligist Basketball Löwen Braunschweig die Verpflichtung des Spaniers als Cheftrainer bekannt. Er wurde bei den Niedersachsen Nachfolger von Pete Strobl, mit dem er in Ulm zusammengearbeitet hatte. Im Endstand der Hauptrunde der Saison 2024/25 belegte er mit Braunschweig den dritten Rang, das Aus erfolgte im Viertelfinale um die deutsche Meisterschaft. Ramírez wurde als bester Bundesliga-Trainer der Saison 2024/25 ausgezeichnet. In der Sommerpause 2025 trat er das Traineramt beim spanischen Erstligisten Basket Saragossa 2002 an.